# Jowinian
Jowinian (ur. 340, zm. 410) – rzymski mnich, pod wpływem stoicyzmu wystąpił przeciw formalnemu porządkowi praktyk ascetycznych Kościoła. Według niego post ma taką samą wartość, co spożywanie pokarmów z błogosławieństwem Boga. Opowiadał się szczególnie za tym, że dziewictwo, jak również wdowieństwo, w Kościele nie powinny być uznawane za bardziej duchowy stan niż małżeństwo. Pod wpływem Jowiniana chrześcijanki w Italii, które ślubowały życie konsekrowane w dziewictwie lub wdowieństwie, porzucały swój stan i wychodziły za mąż. Papież Syrycjusz ostro potępił poglądy Jowiniana i ekskomunikował go, tłumacząc w liście Adversus Jovinianum, że nie oznacza to poniżenia godności samego małżeństwa. Z ostrym sprzeciwem wystąpił również Ambroży, biskup Mediolanu, dokąd udał się Jowinian po otrzymaniu ekskomuniki od papieża. Polemikę podjęli następnie Augustyn z Hippony oraz Hieronim. Pisma Jowiniana nie zachowały się. 
Podobne, również odrzucone przez Kościół poglądy głosili także Helwidiusz i Bonosus.